# Liga Nacional de Básquet 1988
La Liga Nacional de Básquet 1988 fue la cuarta edición de la Liga Nacional de Básquet de Argentina, al igual que sus predecesores, esta temporada se jugó con el mismo formato de 16 equipos con ascensos y descensos de la Liga B, el campeón de esta cuarta edición fue la Asociación Deportiva Atenas.
Respecto a la pasada edición, habían descendido Firmat FBC, Unión de Santa Fe y Ciclista Olímpico y fueron reemplazados por Peñarol de Mar del Plata Gimnasia y Esgrima de Pergamino y Provincial de Rosario.
Durante el 1 de mayo y el 5 de junio la temporada fue suspendida por la disputa del preolímpico en Uruguay. También durante las semifinales se vio interrumpido el torneo por el levantamiento carapintadas que transcurrió el 1 de diciembre. Por este motivo, una de las series de semifinales entre River Plate y Ferro de Buenos Aires fue postpuesta, mientras que la otra serie, entre Atenas y Pacífico de Bahía Blanca, se postpuso a raíz de la suspensión de la primera luego del juego 3 del 2 de diciembre. El 7 de diciembre, con el levantamiento ya finalizado, las series fueron retomadas.

## Posiciones finales
|      |                                   | Partidos | Ganados | Perdidos | Puntos |
| ---- | --------------------------------- | -------- | ------- | -------- | ------ |
| 1.°  | Atenas                            | 38       | 30      | 8        | 68     |
| 2.°  | River Plate                       | 38       | 23      | 15       | 61     |
| 3.°  | Ferro Carril Oeste (Buenos Aires) | 36       | 23      | 13       | 59     |
| 4.°  | Pacífico                          | 36       | 19      | 17       | 55     |
| 5.°  | Echagüe                           | 34       | 17      | 17       | 51     |
| 6.°  | San Andrés (Malaver)              | 33       | 18      | 15       | 51     |
| 7.°  | Olimpo (Bahía Blanca)             | 34       | 17      | 17       | 51     |
| 8.°  | Estudiantes (Bahía Blanca)        | 32       | 15      | 17       | 47     |
| 9.°  | Gimnasia y Esgrima (Pergamino)    | 28       | 16      | 12       | 44     |
| 10.° | Sport Club Cañadense              | 29       | 16      | 13       | 45     |
| 11.° | Estudiantes Concordia             | 29       | 14      | 15       | 43     |
| 12.° | Peñarol                           | 29       | 11      | 18       | 40     |
| 13.° | Provincial                        | 30       | 14      | 16       | 44     |
| 14.° | Unión Progresista (Villa Ángela)  | 30       | 11      | 19       | 41     |
| 15.° | San Martín (Marcos Juárez)        | 26       | 2       | 24       | 23     |
| 16.° | Gimnasia y Esgrima (La Plata)     | 14       | 2       | 12       | 15     |

|  |                                            |
|  | Finalistas de la Liga Nacional de Básquet. |
|  | Descienden a la "Liga B".                  |

1. 1 2  San Andrés de Malaver ganó los puntos en su partido frente a Gimnasia y Esgrima La Plata, por no presentación de este último.
2. 1 2 3 4 5  Ganaron los puntos en sus respectivos juegos frente a San Martín (Marcos Juárez), ante el retiro de la competencia de éste.
3. ↑  Se retiró de la competencia a partir de la octava fecha de la segunda fase.
4. ↑  Se retiró de la competencia a partir de la segunda fase.

## Serie final
La serie final de la cuarta edición de la Liga Nacional de Básquet fue la que se dio entre Atenas y River Plate, encuentro que inicio el 13 de diciembre y culminó el 18 del mismo mes de 1988 en el estadio de River.
| 13 de diciembre | Atenas | 93–82 | River Plate | Córdoba                                    |  |  |
|                 |        |       |             |                                            |  |  |
|                 |        |       |             | Pabellón: Estadio Sagrado Corazón de María |  |  |
| Serie: 1-0      |        |       |             |                                            |  |  |
|                 |        |       |             |                                            |  |  |

| 15 de diciembre | Atenas | 85–83 | River Plate | Córdoba                                    |  |  |
|                 |        |       |             |                                            |  |  |
|                 |        |       |             | Pabellón: Estadio Sagrado Corazón de María |  |  |
| Serie: 2-0      |        |       |             |                                            |  |  |
|                 |        |       |             |                                            |  |  |

| 18 de diciembre | River Plate | 87–95 | Atenas | Buenos Aires                 |  |  |
|                 |             |       |        |                              |  |  |
|                 |             |       |        | Pabellón: Estadio Monumental |  |  |
| Serie: 0-3      |             |       |        |                              |  |  |
|                 |             |       |        |                              |  |  |

Atenas

Campeón

Segundo título

## Equipo campeón
Referencia: Básquet Plus.
- Marcelo Milanesio
- Mario Milanesio
- Héctor Campana
- Mario Laverdino
- Donald Jones
- Germán Filloy
- Carlos Cerutti
- Roberto Costa
- Diego Osella
- Walter Guiñazú
- Augusto Bussi
- Gabriel Fantolino
- Eduardo Laverdino

Entrenador: Walter Garrone.